# Politica Rwandei
Politica Rwandei are loc în cadrul unei republici prezidențiale, prin care președintele Rwandei este atât șeful statului, cât și șef al guvernului, și al unui sistem multi-partid. Puterea executivă este exercitată de către guvern. Puterea legislativă este investită atât în guvern, cât și cele două Camere ale Parlamentului, Senatul și Camera Deputaților. La 5 mai 1995, Adunarea Națională de Tranziție a adoptat o nouă constituție care a inclus elemente din Constituția din 18 iunie 1991, precum și prevederile acordului de pace Arusha 1993 și ale protocolului multipartit de înțelegere din noiembrie 1994.

## Ramură executivă
| Deținătorii funcțiilor | Deținătorii funcțiilor | Deținătorii funcțiilor | Deținătorii funcțiilor    |
| Funcție                | Nume                   | Partid                 | Data începerii mandatului |
| ---------------------- | ---------------------- | ---------------------- | ------------------------- |
| Președinte             | Paul Kagame            | FPR                    | August 2000               |
| Prim Ministru          | Bernard Makuza         | MDR                    | 8 martie 2000             |

Președintele Rwandei este selectat într-un termen de șapte ani de către popor.
Prim Ministrul și Consiliul Miniștrilor sunt aleși de președinte.